# Joey Soloway
Joey Soloway (Chicago, 26 de septiembre de 1965) es una persona no binaria estadounidense dedicada a la creación, presentación y dirección de programas de televisión. Se le conoce por crear, escribir, producir y dirigir la serie original de Amazon Transparent, con la que ganó dos premios Emmy; dirigir y escribir la película Afternoon Delight, por la que ganó el premio a la Mejor Dirección en el Festival de Cine de Sundance del 2013 y por producir Six Feet Under (A dos metros bajo tierra). Soloway usa pronombres neutros (they singular).

## Biografía
Nació en una familia judía en Chicago, Illinois. Sus madres son la consultora de relaciones públicas, coach y escritora, Elaine Soloway y la psiquiatra Carrie Soloway, quien creció en Londres. Alrededor del 2011, Carrie reveló ser transgénero.
La hermana mayor de Soloway, Faith, es música e intérprete, residente en Boston y Joey a veces colabora con ella. Tanto Joey como Faith asistieron a la Lane Technical College Prep High School en Chicago. Joey Soloway se graduó por la Universidad de Wisconsin – Madison en la especialidad de artes y comunicación.
Vive en el área de Los Ángeles, en un entorno de artistas y escritores. Es de religión judía y toca temas judíos en muchas de sus obras, además de cofundar el Colectivo de Judíos del East Side".

## Trayectoria
Mientras estuvo en la Universidad de Wisconsin-Madison, estudió cine y televisión y participó en la creación de una película de narrativa experimental de pregrado titulada Ring of Fire, como asistente de dirección bajo la dirección de Anita Katzman. Tras dejar la universidad, trabajó como asistente de producción en comerciales y vídeos musicales en Chicago, así como en Kartemquin Films en la película Hoop Dreams.
Mientras estaban en Chicago, Soloway y su hermana desarrollaron una parodia de The Brady Bunch para su representación en el escenario, llamada The Real Live Brady Bunch, que fue el inicio de sus actividades profesionales en la escritura y dirección teatral. Con su hermana Faith, vendió un guion piloto a HBO llamado Jewess Jones sobre una superheroína. También en el Annoyance Theatre de Chicago, la pareja creó obras de teatro (The Miss Vagina Pageant... ), y más tarde, mientras estaban en Los Ángeles, No sin mis pezones. La historia corta de Soloway, Courteney Cox's Asshole, llamó la atención de Alan Ball y les contrató para Six Feet Under.
Con Maggie Rowe, Soloway cocreó Hollywood Hellhouse y Sit n 'Spin.

### Televisión
Comenzó su carrera escribiendo para la televisión en programas como The Oblongs, Nikki y The Steve Harvey Show. A esos programas, le siguió durante cuatro temporadas la serie original de HBO Six Feet Under, donde finalmente trabajó como coproductor ejecutivo. Six Feet Under duró cinco temporadas, desde 2001 hasta 2005. Soloway recibió 3 nominaciones para los Emmy en 2002, 2003 y 2005 en la categoría Serie Dramática Excepcional.
Más tarde, escribió episodios de Dirty Sexy Money, Grey's Anatomy y Tell Me You Love Me y fue productor ejecutivo / showrunner en la segunda temporada de Showtime en los Estados Unidos de Tara, creada por Diablo Cody, así como en How to Make it en América, de HBO, creado por Ian Edelman. 
En agosto de 2016, Amazon estrenó un episodio piloto dirigido por Soloway de I Love Dick, basado en la novela del mismo nombre de Chris Kraus. La serie tuvo una temporada, estrenada el 12 de mayo de 2017.

#### Transparent
Soloway creó el piloto de Transparent para Amazon Prime, disponible para transmisión y descarga el 6 de febrero de 2014, y fue parte de la segunda temporada piloto de Amazon. Soloway colabora con su hermana, Faith Soloway, que es coautora de Transparent. Se inspiraron en su madre, Carrie, quien es transgénero. La serie está protagonizada por Gaby Hoffmann, Jay Duplass y Amy Landecker, interpretando a unos hermanos cuyo padre (interpretado por Jeffrey Tambor) revela que está pasando por una transición significativa en su vida. El piloto de Transparent fue seleccionado por Amazon Studios.
Como parte de la realización del programa, Soloway declaró un "programa de acción transfirmativa", por lo cual los solicitantes transgénero eran contratados con preferencia sobre los no transgénero. En agosto de 2014, más de ochenta personas transgénero habían trabajado en el programa, incluidos dos consultores. Todos los baños del set son de género neutro.
Soloway escribió el papel de Hoffmann en Transparent especialmente para Hoffmann después de ver su actuación en Louie. Transparent estrenó los diez episodios simultáneamente a finales de septiembre de 2014. El programa concluyó su cuarta temporada en 2017, y Amazon lo ha renovado para una quinta y última temporada para 2019.
Soloway recibió dos Emmys "Primetime" a la "excelencia en la dirección en una serie de comedia" en 2014 y 2016 por Transparent y el programa recibió nominaciones al Emmy como "Serie de comedia excepcional".

### Cine
La primera película de Soloway fue un cortometraje de 13 minutos titulado Una Hora Por Favor, que se estrenó en el Festival de Cine de Sundance en 2012. La película está protagonizada por Michaela Watkins y Wilmer Valderrama. Cuenta la historia de una mujer (Watkins) que contrata a un jornalero (Valderrama) para hacer un trabajo manual en su casa, pero su relación pronto va más allá de lo profesional.
Afternoon Delight (2013) fue el debut en el cine de Soloway en el festival de Sundance por el que ganó el Premio a la Dirección. La película trata de Rachel (Kathryn Hahn), una mujer que está luchando para reavivar su relación con su marido (Josh Radnor), y finalmente se hace amiga de una bailarina exótica (Juno Temple). En una entrevista con IndieWire, Soloway describe su conexión personal con el personaje central de la película diciendo "Hay mucho de mí en el viaje de Rachel. Nunca he llevado una stripper a casa, pero siempre me ha gustado la lectura de las memorias de strippers y profesionales del sexo. Siento que son las reporteras de guerra de las mujeres. Ellas van al frente de un tipo particular de conflicto extremo y viven allí, y a continuación escriben sobre ello para que los demás podamos experimentarlo."
Afternoon Delight participó en festivales de cine nacionales e internacionales y fue nominado para múltiples premios, incluido un Premio Gotham por su actuación innovadora para Kathryn Hahn y un Premio Spirit como primer largometraje.

### Escritura
Soloway escribió la novela Jodi K., que fue publicada en la colección Three Kinds of Asking For It: Erotic Novellas, editada por Susie Bright. Las memorias de Soloway, Tiny Ladies in Shiny Pants: Based on a True Story, se lanzaron en tapa dura en 2005 y luego en rústica en 2006. [cita requerida] En 2018, publicó She wants it: Desire, Power and Toppling the Patriarchy, con Ebury Press, una división de Penguin Random House. En él, narran sus experiencias después de descubrir que sus padres eran transgénero, con un enfoque particular en su despertar como personas no binarias.

## Temas
La religión y la cultura judía, la sexualidad queer y el género son temas recurrentes en Transparent. "La narrativa de Transparent no es, sin embargo, solo ni principalmente sobre transición y transgénero. Se trata de grandes temas como los secretos familiares y la transformación, la revelación y el cambio, todo lo cual se representa a través de la especificidad y la magia de las imágenes y sonidos de televisión, que crean mundos imaginativos".  
Soloway dio un discurso de apertura para el Festival Internacional de Cine de Toronto centrado en la mirada femenina donde dijo: "La Mirada Femenina inspira un rugido colectivo, nos llenamos de poder a medida que nos corroboramos mutuamente y colaboramos, formulamos descaradamente las preguntas obvias sobre la división femenina, gritamos desde nuestra humanidad acallada, cosificada y cegada. Nos quitamos las vendas y decimos lo que vemos".
Soloway ha dicho que siente que siempre ha estado escribiendo sobre temas similares, lo que llama "El viaje de la heroína", que se trata de "reparar lo femenino dividido: la esposa y la otra mujer se enfrentan: mamá, stripper. Creo que los viajes de las mujeres realmente tratan de reparar este tipo de partes polarizadas de nosotras mismas. Y esta división creo que es responsable de tanto que llega a ser un problema en nuestra cultura".

## Reconocimientos
En el Festival de Cine de Sundance de 2013, Soloway recibió el Premio de Dirección (Estados Unidos, Drama) por su primer largometraje, la comedia dramática de 2013 Afternoon Delight. Tuvo siete nominaciones al Emmy de las que obtuvo dos. También es miembro de la junta directiva de la San Francisco Film Society.  
En 2015, la serie Transparent ganó un Globo de Oro a la Mejor Serie: Musical o Comedia. Más tarde ese mismo año, Soloway ganó un Premio DGA y un Premio Primetime Emmy por su trabajo dirigiendo el episodio 1.08 ("Mejor Chica Nueva"). También en 2015, fue nombrada como uno de The Forward 50. En 2016, ganó otro Emmy por dirigir el episodio 2.09 ("El hombre en la tierra") de Transparent. Ese mismo año, fueron finalistas de The Advocate' s Person of the Year y además fue incluida en la lista de visionarios y líderes influyentes SuperSoul 100 de Oprah Winfrey.

## Vida personal
En 2011, Soloway se casó con el supervisor musical Bruce Gilbert, con quien mantenía una relación desde 2008. Tienen un hijo llamado Felix Soloway Gilbert. El hijo mayor de Soloway, Isaac, es de una relación previa con el artista John Strozier. En 2015, anunció que estaba en proceso de separarse de Gilbert, y que mantenía una relación con la poetisa Eileen Myles, a quien había conocido través de Transparent, pero su relación terminó. Myles y Soloway celebraron un evento en el Hammer Museum, Los Ángeles, en el que "procesaron [su] relación en el escenario".  
Soloway vive en el barrio de Silver Lake de Los Ángeles.
Es una persona no binaria y no conforme con el género, y utiliza el pronombre neutro elle (en inglés, they singular). En sus memorias She wants it, Soloway analiza cómo aceptó una identidad no binaria a los 50 años después de realizar las dos primeras temporadas de Transparent.

### Activismo
Soloway es una persona firmemente defensora del feminismo y cofundó el sitio web Wifey.tv que se describe como "una red de vídeos seleccionados para mujeres" que incluye contenido creado por y para mujeres. En una entrevista de Forbes, analizó el sitio diciendo: "Realmente me gusta que nuestro contenido parezca contradecirse a primera vista. Un día podríamos publicar algo sobre el sexismo o la mirada masculina y al día siguiente publicar algo que podría considerarse precisamente demasiado sexy u obsceno, pero que proviene de una creadora o artista femenina, por lo cual es relevante. Nos encanta la conversación y no nos sentimos dependientes de un punto de vista particular".
También cofundó el Colectivo de Judíos del East Side, que está financiado por la Federación Judía del Gran Los Ángeles. El colectivo "reúne a judíos de entre 20 y 30 años en Silver Lake y otros vecindarios circundantes de Los Ángeles para eventos fuera de lo común, muy cómicos y ligeros sobre el ritual judío".  
Coescribió El Manifiesto de Acción de Gracias en París con Eileen Myles en 2016, que es un manifiesto feminista sobre la industria de la pornografía. Fue publicado en topplethepatriarchy.com, un dominio comprado por Myles y Soloway. El manifiesto comienza con: "No deberíamos comenzar con la pornografía, pero tenemos que hacerlo. Apoyamos la idea de una industria del porno y la idea de que las personas se ganen la vida fotografiando y compartiendo imágenes de sexo, pero no apoyamos una industria que distribuya exclusivamente representaciones de placer y clímax casi exclusivamente masculino".

## Obras y publicaciones
- Bright, Susie, Eric Albert, Greta Christina, and Jill Soloway. "Jodi K." (novella) Susie Bright Presents: Three Kinds of Asking for It: Erotic Novellas, New York: Simon & Schuster, 2005; ISBN 978-0-743-24550-0
- Soloway, Jill. Tiny Ladies in Shiny Pants: Based on a True Story, New York: Free Press, 2005; ISBN 978-0-743-27217-9
- Soloway, Jill. She Wants It: Desire, Power, and Toppling the Patriarchy, Crown Archetype, 2018; ISBN 9781101904749

### Cine
| Año  | Título                                            | Notas        |
| ---- | ------------------------------------------------- | ------------ |
| 2015 | How to vajaculate: if you build it, she will come | Cortometraje |
| 2013 | Valencia: The Movie/s                             |              |
| 2013 | Afternoon Delight                                 |              |
| 2011 | Una hora por favora                               | Cortometraje |
| 2010 | Tight                                             |              |

### Televisión
| Año       | Título      | Episodios |
| --------- | ----------- | --------- |
| 2014-2019 | Transparent | 18        |
| 2016-2017 | I Love Dick | 8         |